# Gerhart Bruckmann

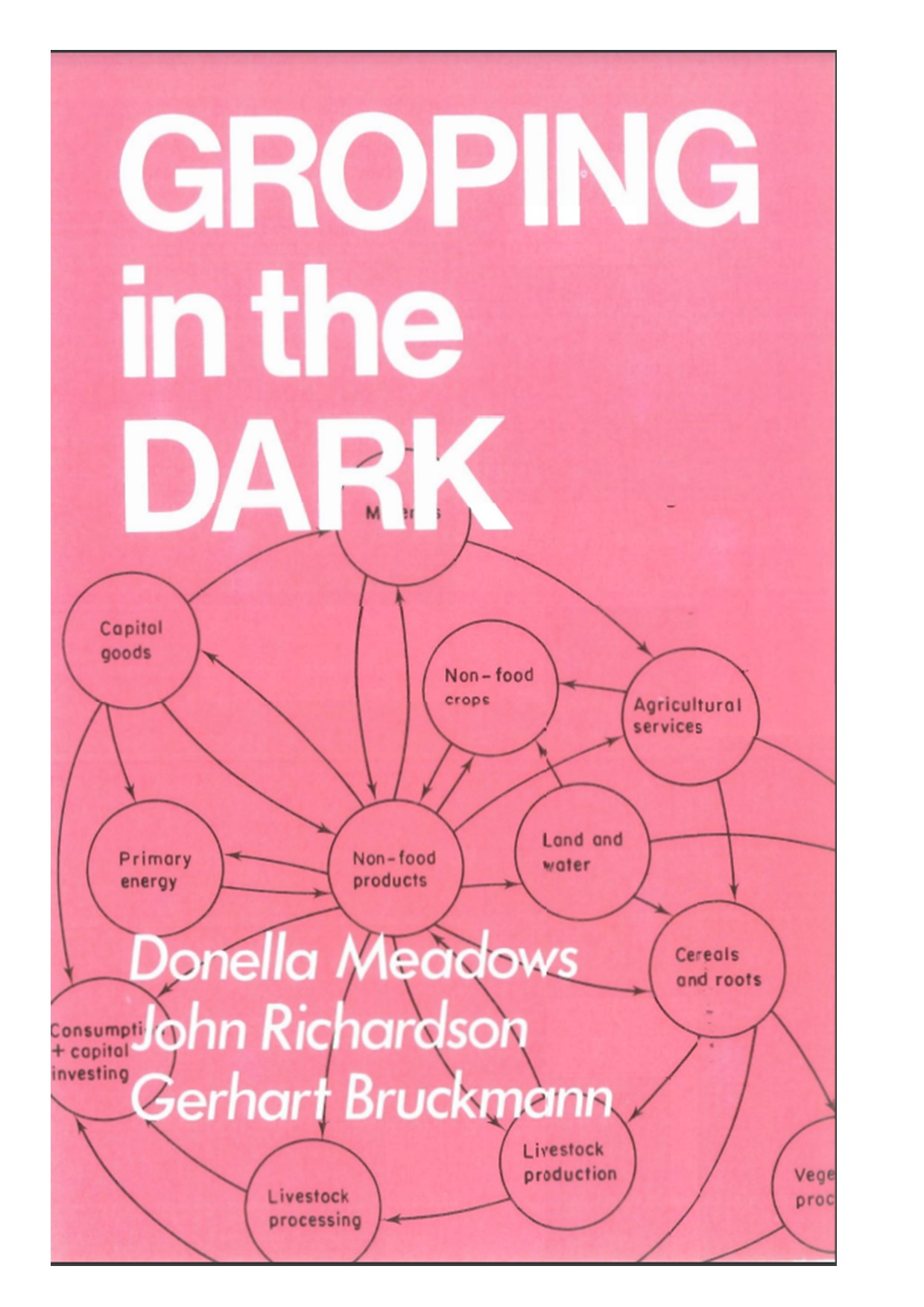
GROPING in the DARK: Eines der Bücher, an denen Gerhart Bruckmann gearbeitet hat

Gerhart Bruckmann (* 9. Jänner 1932 in Wien; † 14. Juni 2024 ebenda) war ein österreichischer Wissenschaftler, Autor und Politiker.

## Leben
Nach Studien an der TU Graz (Bauingenieurwesen), dem Antioch College, USA (Volkswirtschaft), der TU Wien (Versicherungsmathematik) und der Universität Wien (Mathematik, Statistik, Physik) habilitierte sich Bruckmann 1966 an der Universität Wien im Bereich Statistik.
Von 1957 bis 1967 war er Referent für Statistik in der Bundeskammer der gewerblichen Wirtschaft, ordentlicher Professor an der Johannes Kepler Universität Linz in den Jahren 1967 und 1968, ordentlicher Professor an der Universität Wien von 1968 bis 1992, Direktor des Instituts für Höhere Studien Wien von 1968 bis 1973, Dekan der Sozial- und Wirtschaftswissenschaftlichen Fakultät der Universität Wien von 1983 bis 1985 sowie wirkliches Mitglied der philosophisch-historischen Klasse der Österreichischen Akademie der Wissenschaften ab 1972.
Weiters war er von 1988 bis 1991 Präsident des Österreichischen Akademikerbundes, Präsident der Österreichisch-Italienischen Gesellschaft, Mitglied des Club of Rome, Vorsitzender des Österreichisch-Japanischen Komitees für das 21. Jahrhundert, Österreichischer Seniorenbund (in den Bundesvorstand kooptiert) seit 1997, Exekutivsekretär der Europäischen Senioren-Union. 1973 wurde er in den zehn Jahre zuvor gegründeten Rotary Club Wien-Süd aufgenommen.
Einer breiten Öffentlichkeit wurde Bruckmann bekannt, als er bei Wahlen als „Hochrechner der Nation“ im Fernsehen auftrat, mit eigenen Berechnungsmodellen Wahlhochrechnungen für den Österreichischen Rundfunk durchführte und auch selbst moderierte.
Sein Sohn ist der österreichische Journalist und Kabarettist Claus Bruckmann (* 1962).
Bruckmann verstarb Mitte Juni 2024.

## Politik
Von 1986 bis 1994 sowie von 1999 bis 2002 vertrat Bruckmann die Österreichische Volkspartei im österreichischen Nationalrat (Parlament), zuletzt als Seniorensprecher.

## Sonstiges
Bruckmann verfügte über eine ansehnliche Sammlung von Anker-Steinbaukästen und zählte international zu einer Gruppe von Großsammlern. Mit einer Reihe von Eigenkonstruktionen, die er – im Gegensatz zu den meisten anderen Konstrukteuren – nicht nach Vorlage, sondern in baumeisterlicher Manier plante und errichtete, war er mehrfach in musealen Ausstellungen vertreten. Ab 2006 betreute er im Stadtmuseum Traiskirchen eine Abteilung für Anker-Steinbaukästen. Weiters war er ein großer Freund des Transportsystems „Eisenbahn“.
Die Österreichische Statistische Gesellschaft vergibt den nach ihm benannten Gerhart-Bruckmann-Preis.

## Auszeichnungen
- Komtur des Verdienstordens der Italienischen Republik (1995)
- Großes Goldenes Ehrenzeichen für Verdienste um die Republik Österreich (2002)[6]
- Mehrfarbiger Orden der Aufgehenden Sonne am Band (2009)[7]

## Publikationen (Auswahl)
- Österreicher, wer bist du? Versuch einer Orientierung von Gerhart Bruckmann
- Sonnenkraft statt Atomenergie. Der reale Ausweg aus der Energiekrise, von Gerhart Bruckmann, Paul Dubach, Karl Fantl, und Josef H. Stiegler
- Langfristige Prognosen, von Gerhart Bruckmann
- Mega-Trends für Österreich. Wege in die Zukunft, von Gerhart Bruckmann